# Strzystarska Przełęcz
Strzystarska Przełęcz (słow. Tristarské sedlo, 1969 m) – szeroka trawiasta przełęcz w grani głównej Tatr, w słowackich Tatrach Bielskich. Oddziela ona dwa najwyższe szczyty tego pasma – Hawrań (Havran, 2152 m) i Płaczliwą Skałę (Ždiarska vidla, 2142 m), a dokładniej należące do ich masywów mniejsze wzniesienia - Hawrani Nos (ok. 2122 m) i Płaczliwą Kopkę (2142 m). Z przełęczy na obie strony grani opadają znaczące żleby: na południe, do Doliny Zadnich Koperszadów – Szeroki Żleb Bielski, na północ – Strzystarski Żleb, będący w rzeczywistości niewielką doliną, górnym piętrem Doliny Bielskiego Potoku. Opadające do jego górnej części zbocza przełęczy są bardzo strome i bardzo kruche (prawie ścianka). Obydwoma żlebami zimą schodzą wielkie lawiny.
Być może nazwa przełęczy pochodzi od skróconego sformułowania „z trzech starych jedna” – na północ od grani znajduje się składająca się z kilku części Stara Polana. Źródłem nazwy może być też słowackie słowo strištar, oznaczające pasterza koni.
Od południa przełęcz jest dość łatwo dostępna (nie licząc trudności chaszczowo-kosówkowych), od północy trudności podejścia sięgają niemalże tatrzańskiej II.
Obok Szerokiej Przełęczy Bielskiej jest to jedyna większa przełęcz położona w obrębie wspólnego odcinka grani głównej Tatr i grani głównej Tatr Bielskich.

## Nazwa
Pochodzenie nazwy przełęczy nie jest znane, podobnie jak innych pobliskich obiektów: Strzystarskiego Potoku i Strzystarskiego Żlebu. Również Płaczliwa Skała dawniej była nazywana Striszarska, Strzyszarka, Trzystar, Trystarska, Trystarski Wierch itp., a także Stara lub Sztára.

## Przypisy

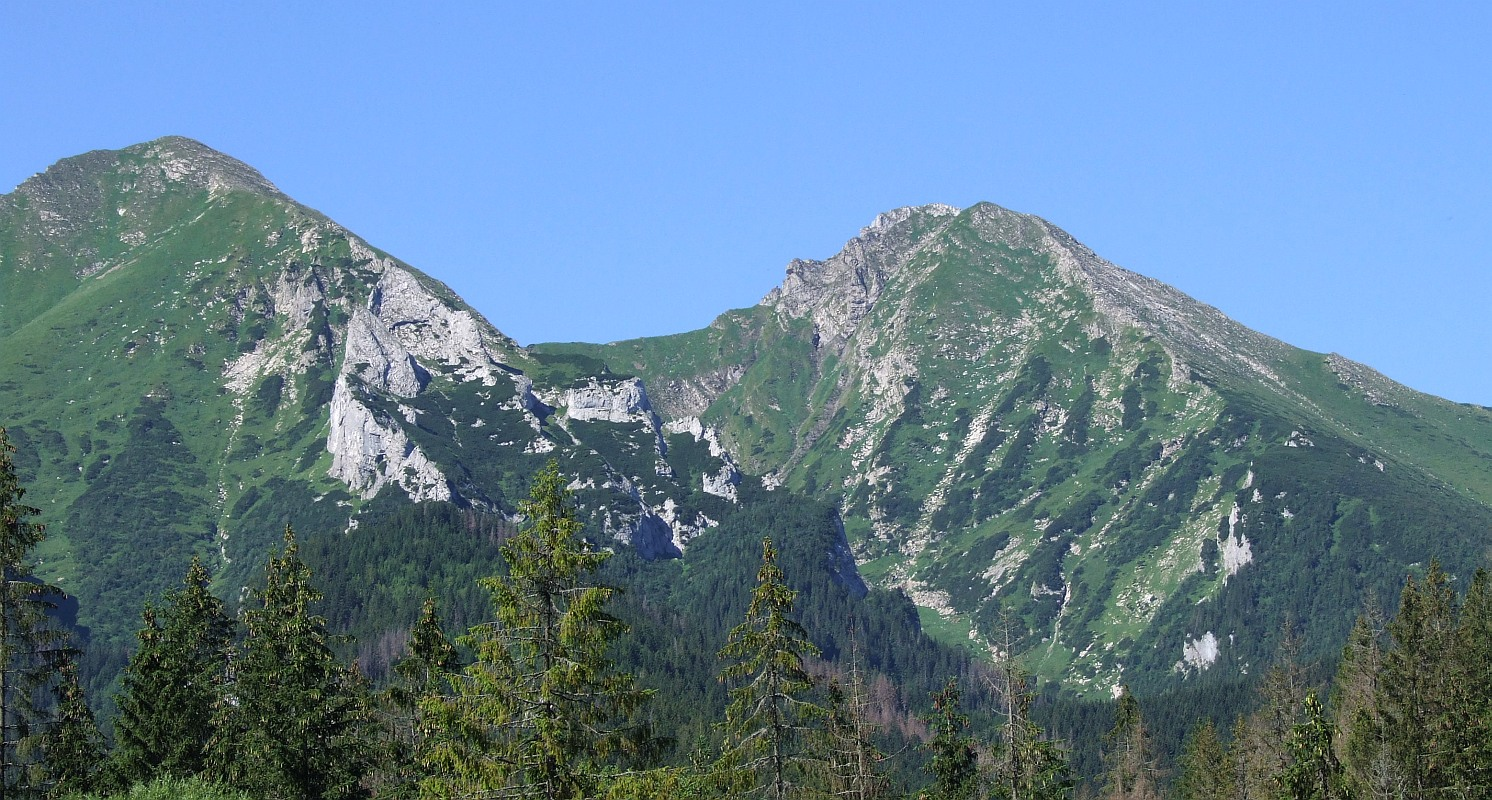
Strzystarska Przełęcz między Płaczliwą Skałą a Hawraniem, widziana z okolic Zdziaru